# Mitsutoshi Tsushima
Mitsutoshi Tsushima (津島 三敏, Tsushima Mitsutoshi) est un footballeur japonais né le 30 juillet 1974 dans la préfecture de Shizuoka au Japon.